# 黑鰭阿蒂迪魚
黑鰭阿蒂迪魚，為輻鰭魚綱鮋形目杜父魚亞目杜父魚科的其中一種。分布於北太平洋鄂霍次克海至白令海海域，屬底棲性魚類，棲息深度200-815公尺，體長可達13.7公分，生活習性不明。